# Holly One
Holly One (12 avril 1965 - 8 septembre 2006) est le surnom principal d'un acteur pornographique italien connu pour sa petite taille (environ 1,20 m).

## Biographie
Il s'installe en Espagne dans les années 1980 et commence à se produire dans des boites de nuit à Ibiza dans les années 1990. Il est repéré par Juani de Lucía, le propriétaire du Bagdad (un boite de nuit de Barcelone), et commence à participer à des spectacles érotiques. Il fait ses débuts dans le cinéma pornographique dans le film Vibro dwerg en 1996. Jusqu'à sa mort, il participe à un certain nombre de films porno avec des acteurs célèbres comme Rocco Siffredi et Nacho Vidal dans des scènes avec Katsuni (Who Fucked Rocco?), Kelly Stafford (Rocco e Kelly indecenti a Barcelona) et d'autres actrices importantes de l'époque (principalement espagnoles).
Il a également joué dans des films non pornographiques, parmi lesquels Tout sur ma mère et Faust: Love of the Damned.
Il était une des personnalités du Festival international de cinéma érotique de Barcelone, à la fois par ses performances scéniques et ses nominations. En 2000, il gagne un Ninfa Award dans la catégorie Best Supporting Actor pour le film Bulls and Milk (Narcis Bosch/International Film Grup),,.
Il meurt à Barcelone d'un arrêt cardiaque causé par une maladie pulmonaire.

## Filmographie

### Films pour adultes
- 1996 : Vibro dwerg
- 1998 : Rocco Never Dies: the End
- 1998 : Polizei Akademie
- 1998 : Politesse
- 1998 : Love and Pain
- 1998 : Dr F. Otze 5
- 1999 : When Rocco Meats Kelly 2
- 1999 : Taxi Hard
- 1999 : Snow White 10 Years Later
- 1999 : Doncella Caliente
- 2000 : Ti Presento... Mio Fratellino
- 2000 : Non E Mai Troppo Tardi per Godere
- 2000 : Bulls and Milk
- 2000 : Barcellona... Porcellona
- 2000 : Babewatch 9
- 2000 : Babewatch 6
- 2004 : Best of Kelly
- 2005 : Who Fucked Rocco
- 2005 : Rocco's Big Mess